# Karl Adam (Theologe)
Karl Borromäus Adam (* 22. Oktober 1876 in Pursruck, Oberpfalz; † 1. April 1966 in Tübingen) war ein deutscher katholischer Theologe und Dogmatiker. Im Dritten Reich gehörte Adam zu der Fraktion von Theologen, die sich für eine Vereinbarkeit von Katholizismus und Nationalsozialismus aussprachen.

## Leben
Adam kam am 22. Oktober 1876 in dem oberpfälzischen Pfarrdorf Pursruck als eines von elf Kindern des Lehrers Clemens Adam und dessen Ehefrau Babette zur Welt. Sein zwölf Jahre jüngerer Bruder August (1888–1965) wurde ebenfalls Priester und Theologe. Nachdem er 1895 am humanistischen Gymnasium in Amberg sein Abitur abgelegt hatte, studierte er am Philosophisch-Theologischen Seminar in Regensburg. Am 24. Juni 1900 empfing er im Regensburger Dom durch Bischof Ignatius von Senestrey die Priesterweihe. Danach war er zwei Jahre in Riekofen und Neustadt seelsorgerisch tätig. Ab 1902 setzte er seine Studien an der Universität München fort, wo er 1904 bei Joseph Schnitzer mit einer Arbeit über den Kirchenbegriff Tertullians promoviert wurde. In den folgenden Jahren befasste er sich mit theologischen Studien zur Dogmengeschichte und habilitierte sich 1908 für Dogmatik und Dogmengeschichte. Von 1908 an unterrichtete er Religion am Wilhelmsgymnasium in München und gab den Söhnen des bayerischen Kronprinzen Rupprecht Privatunterricht. Von 1912 bis 1917 war er Religionslehrer am bayerischen Kadettencorps in München.
Im Jahr 1915 wurde er Professor für Theologie in München, 1917 übernahm er den Lehrstuhl für Moraltheologie an der Universität Straßburg und 1919 wechselte er an die Universität Tübingen, wo er auf den Lehrstuhl für Dogmatik berufen wurde.
In der Zeit nach dem Ersten Weltkrieg gehörte Karl Adam zu den angesehensten Theologen Deutschlands. Weltweite Bekanntheit errang er mit der Veröffentlichung seines Buches Das Wesen des Katholizismus, das 1924 erschien und später in zehn Sprachen übersetzt wurde.
Während der Zeit des Nationalsozialismus gehörte Adam zu den prominentesten katholischen Theologen, die sich für eine Vereinbarkeit von Katholizismus und Nationalsozialismus aussprachen. Adam war nicht Mitglied der NSDAP, allerdings förderndes Mitglied der SS seit 21. Juni 1934. Im Bestreben um eine zeitgemäße Theologie vertrat er grundlegende Positionen der nationalsozialistischen Ideologie und leistete mit seinem rassistischen, antijudaistischen Religionsverständnis dem NS-Regime Vorschub. Nach 1945 konnte Adam unangefochten auf dem Dogmatik-Lehrstuhl in Tübingen verbleiben, wo er 1948 emeritiert wurde.
In einer Gastvorlesung vom Juni 1976 bezeichnete der Regensburger Bischof Rudolf Graber den Theologen Adam, dem er inhaltlich nahestand, als „Wegbereiter des Zweiten Vatikanischen Konzils und seiner Theologie“.
Die Stadt Tübingen widmete ihm 1966 die Karl-Adam-Straße. Am 25. Juli 2011 beschloss der Tübinger Gemeinderat die Umbenennung der Karl-Adam-Straße in die Johannes-Reuchlin-Straße. 2010 entwidmete das Bistum Rottenburg-Stuttgart das Karl-Adam-Haus, ein Studentenwohnheim in Stuttgart, und benannte es nach Rupert Mayer. Ungeachtet dessen wird Adam auf einer an der Kirche seines Geburtsortes Pursruck angebrachten Gedenktafel nach wie vor undifferenziert als „großer Sohn unserer Gemeinde“ bezeichnet.

## Werke (Auswahl)
- Der Kirchenbegriff Tertullians. Eine dogmengeschichtliche Studie (= Forschungen zur christlichen Literatur- und Dogmengeschichte, Bd. 6,4). Schöningh, Paderborn 1907 (Dissertation Universität München).
- Die Eucharistielehre des hl. Augustin (= Forschungen zur christlichen Literatur- und Dogmengeschichte, Bd. 8,1). Schöningh, Paderborn 1908.
- Die kirchliche Sündenvergebung nach dem hl. Augustin (= Forschungen zur christlichen Literatur- und Dogmengeschichte, Bd. 14,1). Schöningh, Paderborn 1917.
- Glaube und Glaubenswissenschaft im Katholizismus. Vorträge und Aufsätze. 2. Aufl. Bader, Rottenburg am Neckar 1923.

- Das Wesen des Katholizismus. Haas & Grabherr, Augsburg 1924 (13. Aufl. Patmos-Verlag, Düsseldorf 1957).
- Gesammelte Aufsätze zur Dogmengeschichte und Theologie der Gegenwart. Haas, Augsburg 1936.
- Christus unser Bruder. Habbel, Regensburg 1938 (5. Auflage).
- Jesus Christus. Haas & Grabherr, Augsburg 1935 (4. Auflage).
- Jesus Christus und der Geist unserer Zeit. Vortrag (= Veröffentlichung des katholischen Akademikerverbandes), Haas & Grabherr, Augsburg 1935
- Der Christus des Glaubens. Vorlesungen über die kirchliche Christologie. Patmos-Verlag, Düsseldorf 1954.
- Die geistliche Entwicklung des Heiligen Augustinus (= Reihe Libelli, Bd. 14). Wissenschaftliche Buchgesellschaft, Darmstadt 1954.
- Der erste Mensch im Licht der Bibel und der Naturwissenschaft (= Reihe Libelli, Bd. 53). Wissenschaftliche Buchgesellschaft, Darmstadt 1959.

## Ehrungen
- 1915: König Ludwig-Kreuz
- 1917: Orden vom Hl. Michael
- 1925: Ehrenzeichen für Kriegsteilnehmer
- 1929: Silbernes Treudienst-Ehrenzeichen
- 1951: Großes Verdienstkreuz der Bundesrepublik Deutschland[9]